# شو شين (لاعب كرة قدم)
شو شين (بالصينية: 徐新) (19 أبريل 1994 بشنيانغ في الصين - ) هو لاعب كرة قدم صيني في مركز الوسط. شارك مع منتخب الصين تحت 20 سنة لكرة القدم ومنتخب الصين تحت 23 سنة لكرة القدم. أما مع النوادي، فقد لعب مع أتلتيكو مدريد ب وغوانغجو إفرغراند تاوباو وأتلتيكو مدريد ج.

## وصلات خارجية
- كسو كسين على موقع إي إس بي إن إف سي (الإنجليزية)
- كسو كسين على موقع قاعدة بيانات كرة القدم.إي يو (الإنجليزية)
- كسو كسين على موقع ناشيونال فوتبول تيمز (الإنجليزية)
- كسو كسين على موقع Soccerbase.com (لاعب) (الإنجليزية)
- كسو كسين على موقع Soccerway.com (الإنجليزية)
- كسو كسين على موقع عالم كرة القدم.نت (الإنجليزية)